# Мобильный интернет
Мобильный интернет — технология для подключения к сети Интернет практически из любого места. На данный момент все современные технологии мобильной связи представляют свои решения в сфере доступа к сети Интернет.

## История развития
Появление мобильного интернета напрямую связано с развитием мобильных технологий и сотовой связи. 
В сетях аналогового стандарта NMT для передачи данных не было необходимости применять специальные факс-модемы, для этого использовались переходники (факс-адаптеры) выпускавшиеся для  некоторых моделей телефонов (Benefon Delta, Benefon Sigma, Nokia 720). С помощью факс-адаптора мобильный компьютер (PDA типа  Apple Newton MessagePad или ноутбук) с обычным модемом, можно было подключить к сотовому телефону стандарта NMT. На выставке "Связь-Экспокомм '97" московский оператор сотовой связи стандарта NMT-450i компания МСС совместно с партнером, фирмой "МакЦентр", представили комплект "Мобильный офис", базировавшийся на сотовом телефоне и карманном компьютере Newton MessagePad, который позволял обмениваться файлами, факсами и электронной почтой, а также пользоваться ресурсами Internet.Теоретически, скорость передачи данных в сети NMT ограничивалась только модемным протоколом - в идеальных условиях модемы V.34 могли работать на скорости 28,8 кбит/с. По оценке специалистов компании МСС реально удавалось достигать быстродействия 19,2 кбит/с, но обычно скорость соединения была в пределах 4,8-14,4 кбит/с. Первоначально компания МСС не взимала дополнительной платы за передачу данных, тарифицируя поминутно доступ к пулам сторонних интернет-провайдеров по цене обычного голосового вызова (около 0,5 $ за минуту). С 1 марта 2000 года компания начала предоставлять коммерческие услуги доступа в Интернет в качестве целостной услуги, предложив пользователям на выбор соединение через городские и федеральные номера Службы доступа. Использование федеральных номеров позволяло входить в Интернет, используя мобильный телефон МСС, при этом не требовалось дополнительно оплачивать 5 часов сотовой связи в месяц.
Первые выходы в интернет через телефоны стандарта GSM осуществлялись по технологии связи CSD с пропускной способностью 9600 бит/с, где трафик считался по времени сессии. При этом интернет был очень дорогим. В России подобную услугу с использованием GSM-канала не позднее 1998 года начали представлять компании "Билайн" и "Элвис-телеком". С 1999 года услугу "Мобильный интернет" в рамках пакета услуг "Мобильный офис" начал представлять и оператор МТС. При этом обе компании отошли от привязки стоимости минуты интернет-траффика к стоимости минуты голосового вызова. С июля 2000 года в сети “Би Лайна” были введены новые сниженные, дифференцированные по времени суток, тарифы на использование передачи данных ценой 0,05 $ в минуту в ночное, 0,1 $ в вечернее и утреннее и 0,15 $ в дневное время. В июне 1999 года услуга «Мобильный Интернет» введена в сети санкт-петербургского оператора «Северо-Западный GSM» с тарифом 5 центов за минуту. 
С 23 июля 2015 года МТС закрыла услугу доступа в Интернет по коммутируемого каналу.
При установлении сессии каждому устройству присваивается уникальный адрес, что, по сути, превращает его в сетевой узел (хост). Протокол GPRS прозрачен для TCP/IP, поэтому интеграция GPRS с Интернетом незаметна конечному пользователю. Данная технология открыла доступ к таким программам, как ICQ, что позволило использовать новые методы коммуникации. В России впервые доступ к услуге передаче данных по технологии GPRS предложила компания Вымпелком в своей московской сети с 1 апреля 2002 года. Стоимость передачи данных составила 0,30 доллара за один мегабайт.
Со временем GPRS эволюционировала в более быструю технологию EDGE (2G, англ. 2nd generation — второе поколение). Данная технология до сих пор остается актуальной.
Следующим этапом развития технологии передачи данных в мобильных сетях, то есть 3G, стали UMTS (или W-CDMA) и CDMA2000 (IMT-MC), позволяющие обеспечить более надёжную связь при передвижении устройства между базовыми станциями и использовать скорость передачи до 2048 кбит/с (максимальная скорость для неподвижных устройств).
С момента широкого распространения технологий мобильного доступа в Интернет второго и третьего поколения большой популярностью стали пользоваться беспроводные модемы — устройства, позволяющие подключить ноутбуки и стационарные ПК к сети оператора мобильной связи.
На данный момент активно внедряются технологии LTE (4G). Сетью четвёртого поколения покрыты территории многих крупных городов и их агломерации. LTE— это сеть нового поколения, позволяющая пользоваться Интернетом на скоростях в несколько раз выше (десятки и сотни мегабит в секунду) по сравнению с сетями 3G.
Активно разрабатываются и тестируются технологии пятого поколения для передачи данных в мобильных сетях со скоростью выше 1 Гб/с.
Отметим ещё одну технологию, которая реализована практически во всех современных мобильных устройствах (таких как КПК, смартфонах, планшетах) — это беспроводная технология Wi-Fi. Благодаря услуге мобильного интернета, предоставляемой оператором связи и возможности подключения к широкораспространённым Wi-Fi точкам доступа, современный человек практически в любом месте может воспользоваться доступом в Интернет — читать новости, смотреть фильмы, играть в игры, работать (в том числе удалённо), искать в Интернете и многое другое. Наблюдается взаимное проникновение этих технологий — существуют устройства, позволяющие подключаться к мобильным сетям 3G и 4G и одновременно организовывать точку доступа через Wi-Fi. Примеры таких устройств — домашние маршрутизаторы (роутеры) и модемы, подобные функции есть в современных смартфонах и планшетах.
Развитие технологий помогает использовать все преимущества мобильного интернета практически в любой точке земного шара. С каждым годом возрастают скорость и качество мобильного интернета, а стоимость услуг снижается.

## В мире
Успех мобильного интернета в мире тесно связан с активным развитием технологий мобильной связи и передачи данных.
Технологии мобильной связи и передачи данных являются активно развивающимся направлением в мире современных информационных технологий. Развитие технологий передачи данных ведет к реструктуризации всей информационной индустрии и интеграции телекоммуникационных, компьютерных и телевизионных сетей. Развитие же технологий беспроводной мобильной связи меняет образ жизни самого человека. Комбинация этих технологий обеспечивает мобильный доступ к ресурсам сети Интернет, что, в конечном счете, изменит её мир. Различные службы мобильной передачи данных, основанные на технологии мобильного доступа в Интернет, предоставляют абонентам широкий выбор онлайновых услуг:
- операции с ценными бумагами
- покупку товаров
- банковские операции
- платежи по счетам различного типа
- ориентацию и поиск объектов в городе

По данным исследования, проведённого в 17 странах Центральной и Восточной Европы, 2008 год был отмечен значительным ростом числа пользователей мобильного Интернета. Если в 2007 году количество использующих мобильный Интернет абонентов составляло 3,6 % от общего числа пользователей сети, то в 2008-м оно увеличилось до 12 %.
Проникновение телефонов с мобильным интернетом/смартфонов в мире: Франция 60/30 %, Германия 94/22 %, Англия 71/46 %, Италия 72/22 %.
Пользование мобильным интернетом входит в ТОП-10 операций с мобильным телефоном и рейтинг его продолжает расти.

## Постсоветское пространство
Несмотря на значительное отставание от мировых лидеров по уровню проникновения мобильного интернета, Латвия находится на первом месте среди европейских стран.
Количество пользователей мобильного интернета в России продолжает увеличиваться с каждым годом. Увеличение продаж смартфонов влияет на этот процесс самым активным образом, ведь треть всех владельцев «умных» телефонов ежедневно подключается с их помощью к сети. Если в 2007 году количество пользователей, использующих мобильный доступ, было всего 3,6 % от общего количества пользователей Интернета, то в 2008-м оно увеличилось до 12 %, а в 2011 году составило уже 18 %.
По данным TNS, наибольшую активность при использовании мобильного интернета проявляют пользователи в возрасте 12-24 лет.
Самыми востребованными функциями мобильного интернета являются: поиск информации (71 %), общение в социальных сетях (64 %), использование электронной почты (63 %), общение на форумах и блогах (40 %).
Услуги мобильного интернета третьего поколения предлагают в основном операторы из «большой четвёрки». Например, компанией «ВымпелКом» (бренд Beeline) услуга доступа к мобильному интернету предоставляется с начала 2000 годов по технологии WAP, а с 2008 года — по технологии 3G.
В последнем отчете CISCO прогнозирует рост мобильного дата трафика к 2015 году в 26 раз. Проникновение смартфонов возрастет за этот период в 1,5 раза (Россия — с 12 до 17 %), проникновение 3G увеличится в России с текущих 15-17 % до 50 %. В последнее время активно расширяется покрытие 4G-сети, наибольшее количество установленных вышек 4G-сети находится в центральной России, в меньшей степени покрытие распространено в Сибири и на Дальнем Востоке.

## Мобильный интернет для работы
Главное преимущество мобильного интернета для сотрудников компаний — это свобода перемещений с доступом к нужной информации. Из основных преимуществ мобильного интернета для работающих людей можно выделить несколько отдельных направлений: работу с корпоративной и личной почтой, работу с документами разных форматов, использование доступа в корпоративные сети и использование специальных корпоративных приложений.
Среди множества преимуществ мобильного интернета менеджеры компаний выделяют:
- Постоянный доступ к служебной корреспонденции, который позволяет существенно упростить и ускорить рабочий процесс организации.
- Возможность управления рабочим столом офисного компьютера в командировке, имея в своем распоряжении только мобильное устройство.
- Доступ к интранету компании и адресной книге избавляет работника от необходимости выяснять нужные в данную секунду контакты, которые уже внесены в корпоративные базы данных.

Согласно исследованиям, проведенным исследовательской компанией Ipsos Reid, среднестатистический пользователь решения BlackBerry (смартфон, специализирующийся на пользовании мобильного интернета и защищенной передачи данных) ежедневно конвертирует 60 минут непродуктивного времени в продуктивное, что соответствует 250 часам в год.
Сегодня для каждой мобильной платформы смартфонов (Android, iOS, BlackBerry и др.) разработано множество приложений на базе мобильного интернета. Для каждодневного использования это могут быть приложения, показывающие актуальную погоду, пробки, новости и т. д. Но для компаний такие приложения на базе мобильного интернета ещё и увеличивают эффективность бизнеса. Например, с их помощью можно отслеживать деловые новости, следить за котировками акций, визировать договора, утверждать командировки и многое другое.